# Агаритин
Агаритин — органическое соединение, гидразид, микотоксин, продуцируемый некоторыми видами агариковых грибов (Agaricales), в том числе и шампиньона двуспорового.
Агаритин является одним из немногих гидразидов естественного происхождения и представляет собой ароматический гидразид глутаминовой кислоты. Входит в список канцерогенов Группы 3 (подозреваемые в канцерогенезе) Международного агентства по изучению рака.
Предполагается, что под действием агаритин-γ-глутамилтрансферазы (КФ 2.3.2.9) из агаритина высвобождается 4-метоксиметилфенилгидразин, который далее может окисляться до соответствующей диазониевой соли, способной оказывать канцерогенное действие.

## Примечание
1. ↑  EC 2.3.2.9 // IUBMB Enzyme Nomenclature. Дата обращения: 5 июля 2011. Архивировано 11 августа 2011 года.